# IC 4536
IC 4536 — галактика типу SBdm (карликова спіральна витягнута галактика) у сузір'ї Терези.
Цей об'єкт міститься в оригінальній редакції індексного каталогу.